# Ábel a rengetegben (film)
Az Ábel a rengetegben Tamási Áron azonos című regényéből 1993-ban bemutatott színes, magyar–román film, Mihályfy Sándor rendezésében, az Ábel trilógia első része. A filmből idehaza két kópia került bemutatásra: egy 101 perces kópia moziforgalmazásra (később ez jelent meg DVD-n), és egy 2 × 52 perces kópia televíziós forgalmazásra. A film folytatásai az Ábel az országban 1994-ben, az Ábel Amerikában 1998-ban kerültek bemutatásra, de ezek már csak kizárólag televíziós filmként.

## Történet
1920-at írunk. Ábelt, a 15 éves csíkcsicsói székely fiút édesapja elszegődteti a csíkszeredai bank erdejébe erdőpásztornak. Ábel fel is költözik egy hegyi kunyhóba a Hargitán, ahol aztán a maga ura lesz. De csavaros székely észjárásának köszönhetően túlteszi magát a nehézségeken, amiben hű társa, Bolha nevű kutyája is segíti. Egy román fakereskedő megpróbálja becsapni Ábelt, de a fiú és a bankigazgató leleplezi a csalót. Innentől kezdve azonban megváltozik a fiú sorsa, a védelmére kirendelt román csendőr megkeseríti a mindennapjait.

## Szereplők
- Ilyés Levente (Szakállas Ábel)
- Széles Anna (Ábel anyja)
- Héjja Sándor (Ábel apja)
- George Constantin (Surgyélán)
- Ternyák Zoltán (Márkus)
- Lohinszky Loránd (Páter Gvárdián)
- Vlad Radescu (Fuszulán)
- Csíky András (bankigazgató)
- Epres Attila (szeplős bankpénztáros)
- Horatiu Malaele (Fortunat)
- Ács Alajos (barát)
- Király József (barát)
- Dan Glasu (örmény)
- Török István (Dávid Pál)
- Dali Sándor (csendőr)
- Miske László (csendőr)

Valamint: Győrffy András, Czintos László, Illés József, Tóth Pál Miklós

## Forgatás
Mihályfy Sándor már 1984-ben megírta a film forgatókönyvét, de a diktatúra miatt nem volt lehetőség akkor elkészíteni. A stáb először 1991-ben járt kint Székelyföldön, de pénzhiány miatt akkor letettek a forgatásról. Egy évvel később vágtak bele újra, ekkor jártak kint újra keresni a helyszíneket, és a szereplőket. Az Ábelt alakító Illyés Leventére a szászrégeni általános iskolában találtak rá, ahol a magyar tanár hívta fel a filmesek figyelmét a fiúra. A szerepeket javarészt romániai magyar és román színészek játszották. A forgatás 1992 augusztusában kezdődött Hargita megyei helyszíneken, és 1993 tavaszán ért végett. A szűkös anyagi helyzetek miatt a labormunkákat Bukarestben végezték el.